# Торяне
Торяне (рос. Торяное) — село у Єланському районі Волгоградської області Російської Федерації.
Населення становить 344 особи. Входить до складу муніципального утворення Дубовське сільське поселення.

## Історія
Село розташоване у межах українського історичного та культурного регіону Жовтий Клин.
Згідно із законом від 24 грудня 2004 року № 980-ОД органом місцевого самоврядування є Дубовське сільське поселення.

## Населення
| 2010 |
| ---- |
| 344  |